# تيم هوزر
تيم هوزر (بالإنجليزية: Tim Hauser)‏ هو مغني وموسيقي ومنتج أسطوانات وكاتب سيناريو أمريكي، ولد في 12 ديسمبر 1941 في تروي في الولايات المتحدة، وتوفي في 16 أكتوبر 2014 في ساير في الولايات المتحدة بسبب ذات الرئة.

## وصلات خارجية
- تيم هوزر على موقع IMDb (الإنجليزية)
- تيم هوزر على موقع ميوزك برينز (الإنجليزية)
- تيم هوزر على موقع أول موفي (الإنجليزية)
- تيم هوزر على موقع أول ميوزيك (الإنجليزية)
- تيم هوزر على موقع ديسكوغز (الإنجليزية)
- تيم هوزر على موقع قاعدة بيانات الفيلم (الإنجليزية)